# EFEO
O sistema da Escola Francesa do Extremo Oriente (EFEO), concebido por Séraphin Couvreur em 1902, é um sistema de transcrição fonética do chinês. Foi o sistema de romanização das línguas chinesas mais utilizado na área do francês até meados do século XX, começando a ser gradualmente substituído pelo hànyǔ pīnyīn.

## Tabela
| API | EFEO     | WG   | Pinyin  |
| p   | p        | p    | b       |
| pʰ  | p'       | p'   | p       |
| t   | t        | t    | d       |
| tʰ  | t'       | t'   | t       |
| k   | k        | k    | g       |
| kʰ  | k'       | k'   | k       |
| ts  | ts       | ts   | z       |
| tsʰ | ts'      | ts'  | c       |
| tʂ  | tch      | ch   | zh      |
| tʂʰ | tch'     | ch'  | ch      |
| ʂ   | ch       | sh   | sh      |
| ʐ   | j        | j    | r       |
| tɕ  | k/ts     | ch   | j       |
| tɕʰ | k'/ts'   | ch'  | q       |
| ɕ   | s/h      | hs   | x       |
| w   | ou/w     | w    | w       |
| j   | i/y      | y    | y       |
| ɤ   | ö/é      | o/ê  | e       |
| ɚ   | eul      | êrh  | er      |
| z̩   | eu       | û    | i       |
| ʐ   | e        | ih   | i       |
| y   | u        | ü    | ü/u     |
| u   | ou       | u    | u       |
| ən  | en       | ên   | en      |
| ɤŋ  | eng      | êng  | eng     |
| iɛ  | ie       | ieh  | ie      |
| iɤʊ | ieou/iou | iu   | iu      |
| iɛn | ien      | ien  | ian     |
| uo  | ouo      | o/uo | o/uo    |
| uaɪ | ouai     | uai  | uai     |
| ueɪ | ouei     | ui   | ui      |
| uan | ouan     | uan  | uan     |
| uən | ouen     | un   | un      |
| yɛ  | iue      | üeh  | üe/ue   |
| yɛn | iuen     | üan  | üan/uan |
| yn  | iun      | ün   | ün/un   |
| yʊŋ | ioung    | iung | iong    |